# Lymantria hollowayi
Lymantria hollowayi är en fjärilsart som beskrevs av Alexander Schintlmeister. Lymantria hollowayi ingår i släktet Lymantria och familjen tofsspinnare. Inga underarter finns listade i Catalogue of Life.